# Equidade social
A equidade social pode ser entendida como justiça social, como tratamento isonômico e imparcial dos diferentes grupos sociais. Implica principalmente na consideração e equalização do atendimento das necessidades sociais, culturais, econômicas, políticas e espirituais de vários grupos sociais. Caso não adequadamente contempladas acabam por gerar conflitos, baixa coesão social, violência, marginalização e uma série de outros problemas sociais.
A aplicação do conceito de equidade não significa que todos devam receber exatamente a mesma quantidade de recursos, mas sim que estes sejam distribuídos de maneira mais eficiente, de acordo com a necessidade de cada grupo. Essa é uma diferenciação importante entre os conceitos de equidade e de igualdade, por exemplo. De forma paradoxal, para alcançar a equidade, muitas vezes é necessário exercer um tratamento desigual aos desiguais, com o objetivo de alcançar, como consequência, uma maior igualdade entre as pessoas ou grupos sociais em um contexto.
Cabe destacar que o estado no qual se encontra uma comunidade no que se refere à justiça social, ou o nível de equidade entre seus participantes não pode ser avaliado de forma acurada a partir de um olhar externo. Uma avaliação verdadeira só poderá ser feita a partir das percepções dos próprios sujeitos para analisar o grau de equidade. A determinação dos níveis (ou desníveis) de equidade social requer um olhar a ser colocado de dentro para fora, e não de fora para dentro de um determinado contexto.
Há também a dicotomia entre visões que afirmam que a equidade a ser alcançada acontecerá a partir de uma perspectiva individualista ou coletivista. No primeiro caso, acredita-se que uma sociedade mais justa pode ser construída partindo de circunstâncias orientadas aos indivíduos, para que eles mesmos criem suas próprias soluções em um contexto de liberdade. Já a perspectiva coletivista compreende esta mesma equidade como sendo condicionada a uma organização da sociedade como um todo para o seu avanço, com medidas estruturais, políticas públicas e de incentivo coletivas.

## Dimensões da equidade social
Sobre as dimensões que coexistem neste conceito, existe uma estrutura conceitual dividida em três perspectivas:
1. Distribucional;
2. Processual;
3. Contextual.
A primeira tem a ver justamente com a distribuição de benefícios e custos (financeiros e não financeiros) entre as pessoas envolvidas em uma determinada comunidade e com os seus respectivos mecanismos de repartição. A perspectiva distribucional abrange as diversas instituições, esquemas e estruturas de governança que lidam com esta distribuição de custos e benefícios, no sentido de proporcionar uma repartição equânime e procurar analisar as suas potenciais consequências futuras para o sistema.
A equidade processual, por outro lado, tem a ver com as percepções de justiça e legitimidade dos processos (políticos, organizacionais, etc) que levam à tomada de decisão e diz respeito à representação, participação, inclusão e reconhecimento de cada grupo social nestes processos. Esta perspectiva da equidade se concentra, de maneira geral, no senso de justiça durante o andamento de um processo (ex.: processos políticos, organizacionais, projetuais). Assim, de certa forma, a participação de usuários no processo de um projeto de Design (ex.: projetos de co-design, design participativo, etc) pode ser classificada como uma investida em direção à equidade processual.
A terceira das perspectivas propostas - a equidade contextual - é a que diz respeito ao contexto, às condições preexistentes que possibilitam ou restringem a participação das pessoas nos processos de tomada de decisão, o acesso a recursos e aos benefícios resultantes. Esta dimensão convida os decisores políticos, administrativos e Designers a levar em conta o contexto social e político na raiz da iniquidade ao projetar intervenções em nível local.
Como exemplo, pode-se citar a política de cotas para a população negra das universidades. Trata-se uma medida com objetivos de equidade tanto distribucional (tem como um dos objetivos garantir uma melhor distribuição do acesso à educação formal entre a população) quanto contextual (pois leva em conta as condições preexistentes desse grupo na história do país).
Assim, pode-se afirmar que existem ligações importantes entre estas três perspectivas de equidade. Por exemplo, o modo como as decisões são tomadas (dimensão processual) também pode ter um impacto sobre os resultados, ou seja, a distribuição dos benefícios (dimensão distribucional).